# Vorwärtsterminierung
Vorwärtsterminierung ist ein Begriff der Produktionsplanung und -steuerung und des Projektmanagements. Es ist die Methode, ein Projekt vom Istzeitpunkt ausgehend progressiv in die Zukunft zu planen. Deswegen ist auch der Begriff „Progressive Planung“ (engl. „progressive planning“) gebräuchlich.
Beispiel:
Man will wissen, wann eine Abfolge von Aktivitäten oder eine Produktion abgeschlossen sein wird. Man plant jetzt, welche Aktivitäten erforderlich sind, wie lange die einzelnen Aktivitäten dauern, wie deren logische Folge ist, welche sich parallelisieren lassen und findet so den Fertigstellungstermin.
Ein Ergebnis kann sein, dass dies vor einem eventuellen Zieltermin der Fall sein wird, man bis zum Beginn der ersten Aktivitäten also noch einen Puffer hat. 
Fällt der Puffer negativ aus, hätte man also um termingerecht abzuschließen bereits begonnen haben müssen, gibt es folgende generelle Ansätze zur Lösung: 
- Den Endtermin auf den Plantermin nach hinten verschieben.
- Die Aktivitäten auf dem Kritischen Pfad zu straffen suchen, indem man beispielsweise soweit möglich die Kapazitäten der Leistungserbringer erhöht.
- Revision des Zieles (bei Projekten) dahingehend, dass nicht alle geplanten Leistungen erbracht werden.

Das logische Pendant zur Vorwärtsterminierung ist die Rückwärtsterminierung.